# かき雑煮
かき雑煮（かきぞうに）は広島県・安芸地方や江田島市の郷土料理。牡蠣を具材に加えた雑煮である。「広島県の雑煮」として日本全国的に認識されているが、牡蠣の入手が容易な広島湾沿岸地域などに伝わる料理である。
煮干し、昆布、カツオ節でダシをとったすまし汁に、牡蠣、ブリ、野菜を入れた雑煮である。味噌仕立てにすることもあり、この場合、ハマグリ、焼きアナゴ、フグなどを入れることもある。餅は丸餅を焼かずに使用する。
牡蠣は「賀来」と書いて「福をかき取る、かき寄せる」、アナゴは「永続」の意味あいで、ブリは代表的な出世魚で、いずれも縁起物として食される。
広島県でも庄原市など比婆地方では島根県の十六島（うっぷるい）で採れる十六島海苔と大蛤を用いたおっぷり雑煮が食されている。「おっぷり」はこの地方の方言で「十六島（うっぷるい）」の意である。